# Combé
Combé, aanvankelijk ook wel Voorstad Zeelandia, is een wijk in Paramaribo in Suriname. De wijk ligt ingeklemd tussen de Surinamerivier, de Sommelsdijkse Kreek, de  Grote Combéweg en de Mahonylaan.

## Geschiedenis
De wijk werd in 1791 gesticht als eerste buitenwijk van Paramaribo. De publicatie van de uitgifte van de eerste gronden of percelen gebeurde op 8 augustus 1794. De elite liet hier buitenverblijven bouwen waardoor de wijk begin 18e eeuw uitgroeide tot een elitebuurt. Tot de 20e eeuw was het hier nog grotendeels begroeid met bomen en struiken. Door de afschaffing van de slavernij en de komst van contractarbeiders ontwikkelde Combé zich vanaf het eind van de 19e eeuw steeds meer tot een multi-etnische middenstandsbuurt. De koloniale architectuur maakte plaats voor nieuwe overheidsgebouwen, bedrijven en huizen. Kenmerkend waren de prasi oso's, waarbij er meerdere huizen op een erf zijn gebouwd. Tot de eerste helft van de 20e eeuw bevond zich aan de Surinamerivier het Koeliedepot, waar de Hindoestaanse en Javaanse contractarbeiders na aankomst werden ondergebracht.

## Nicolaas Combé
Combé werd vernoemd naar Nicolaas Combé, een Hugenootse bestuurder en kerkmeester. Hij leefde een eeuw eerder en was door kapitein Dubois vanuit Berbice naar Suriname gehaald om secretaris te worden van commandeur Abraham Crijnssen. Rond zijn komst in 1667  vormden inheemsen een bedreiging omdat ze de suikerrietplantages in brand wilden steken, waardoor plantage-eigenaren dreigden te vertrekken.

## Uitgaansgebied
Aan het begin van de 21e eeuw bevindt zich in het zuidelijke deel van Combé een belangrijk uitgaansgebied van Paramaribo, met name in de Van Sommelsdijckstraat, de Kleine Waterstraat, de Kleine Dwarsstraat en de Wakapasi. Langs de Grote Combéstraat bevinden zich de Combé Markt en de Kong Ngie Tong Sang-zondagmarkt, en aan de Wilhelminastraat de Chinese zondagmarkt van Soeng Ngie.